# University of Nebraska-Lincoln Women's Volleyball
La University of Nebraska-Lincoln Women's Volleyball è la squadra di pallavolo femminile appartenente alla University of Nebraska-Lincoln,  con sede a Lincoln (Nebraska): milita nella Big Ten Conference della NCAA Division I.

## Palmarès
- NCAA Division I: 5

1995, 2000, 2006, 2015, 2017

## Record
| Piazzamento          |    | Edizione |
| -------------------- | -- | --- |
| Tornei NCAA          | 43 | Vincitrice: 5 1995, 2000, 2006, 2015, 2017                                                                                    |
| Tornei NCAA          | 43 | Finale: 6 1986, 1989, 2005, 2018, 2021, 2023                                                                                  |
| Tornei NCAA          | 43 | Semifinali: 7 1990, 1996, 1998, 2001, 2008, 2016, 2024                                                                        |
| Tornei NCAA          | 43 | Elite Eight: 15 1984, 1985, 1987, 1991, 1994, 1997, 2002, 2004, 2007, 2009, 2012, 2013, 2014, 2019, 2020                      |
| Tornei NCAA          | 43 | Sweet Sixteen: 7 1982, 1988, 1992, 1999, 2003, 2010, 2022                                                                     |
| Tornei NCAA          | 43 | Secondo turno: 2 1993, 2011                                                                                                   |
| Tornei NCAA          | 43 | Primo turno: 1 1983 |
| Titoli di conference | 34 | Big Eight Conference: 17 1976, 1977, 1978, 1979, 1980, 1981, 1982, 1983, 1984, 1985, 1986, 1988, 1989, 1990, 1991, 1994, 1995 |
| Titoli di conference | 34 | Big 12 Conference: 12 1996, 1998, 1999, 2000, 2001, 2002, 2004, 2005, 2006, 2007, 2008, 2010                                  |
| Titoli di conference | 34 | Big Ten Conference: 5 2011, 2016, 2017, 2023, 2024                                                                            |

## Conference
- Big Eight Conference: 1976-1995
- Big 12 Conference: 1996-2010
- Big Ten Conference: 2011-

## National Player of the Year
- Allison Weston (1995)
- Greichaly Cepero (2000)
- Christina Houghtelling (2005)
- Sarah Pavan (2006)

## National Freshman of the Year
- Sarah Pavan (2004)
- Alexis Rodriguez (2021)

## National Coach of the Year
- Terry Pettit (1986, 1994)
- John Cook (2000, 2005, 2023)

## All-America

### First Team
- Cathy Noth (1983)
- Annie Adamczak (1985)
- Karen Dahlgren (1986)
- Lori Endicott (1988)
- Virginia Stahr (1988)
- Val Novak (1989, 1990)
- Janet Kruse (1989, 1990)
- Stephanie Thater (1991, 1992)
- Allison Weston (1993, 1994, 1995)
- Christy Johnson (1994, 1995)
- Lisa Reitsma (1995, 1996)
- Fiona Nepo (1996, 1998)
- Nancy Metcalf (1998, 1999, 2001)
- Laura Pilakowski (2000)
- Greichaly Cepero (2000, 2002)
- Amber Holmquist (2001, 2002)
- Melissa Elmer (2004, 2005)
- Sarah Pavan (2004, 2005, 2006, 2007)
- Christina Houghtelling (2005)
- Jordan Larson (2006, 2008)
- Brooke Delano (2010)
- Gina Mancuso (2011)
- Lauren Cook (2012)
- Kelsey Robinson (2013)
- Kadie Rolfzen (2015, 2016)
- Justine Wong-Orantes (2016)
- Kelly Hunter (2017)
- Mikaela Foecke (2018)
- Lauren Stivrins (2018, 2020)
- Alexis Rodriguez (2021, 2023, 2024)
- Merritt Beason (2023)
- Andi Jackson (2024)

### Second Team
- Cathy Noth (1984)
- Karen Dahlgren (1985)
- Enid Schonewise (1986)
- Tisha Delaney (1986)
- Lori Endicott (1987)
- Virginia Stahr (1989)
- Stephanie Thater (1990)
- Chris Hall (1991)
- Janet Kruse (1991)
- Kelly Aspegren (1994)
- Fiona Nepo (1997)
- Lisa Reitsma (1997)
- Megan Korver (1998)
- Amber Holmquist (2000)
- Jenny Kropp (2001)
- Greichaly Cepero (2001)
- Melissa Elmer (2003)
- Jennifer Saleaumua (2004)
- Tracy Stalls (2006, 2007)
- Christina Houghtelling (2007)
- Rachel Holloway (2007)
- Sydney Anderson (2008)
- Tara Mueller (2008)
- Brooke Delano (2009)
- Lindsey Licht (2010)
- Hannah Werth (2010, 2012)
- Gina Mancuso (2012)
- Amber Rolfzen (2015)
- Kelly Hunter (2016)
- Annika Albrecht (2017)
- Mikaela Foecke (2017)
- Lauren Stivrins (2019)
- Nicklin Hames (2020)
- Kayla Caffey (2021)
- Alexis Rodriguez (2022)
- Bergen Reilly (2023, 2024)
- Harper Murray (2024)

### Third Team
- Jennifer Saleaumua (2005)
- Rachel Holloway (2006)
- Jordan Larson (2007)
- Sydney Anderson (2009)
- Kadie Rolfzen (2013, 2014)
- Justine Wong-Orantes (2015)
- Amber Rolfzen (2016)
- Kenzie Maloney (2018)
- Alexis Sun (2019, 2020)
- Madison Kubik (2021)
- Harper Murray (2023)

## Allenatori
- Pat Sullivan: 1975-1976
- Terry Pettit: 1977-1999
- John Cook: 2000-2024
- Danielle Busboom: 2025-